# Медова трава м'яка
Медова трава м'яка (Holcus mollis) — вид рослин родини тонконогові (Poaceae), поширений у Європі й Північній Африці.

## Опис
Багаторічна кореневищна трав'яниста рослина 30–70(110) см завдовжки. Листки 4–20 см завдовжки й до 5 мм завширшки, як і піхви голі або тільки нижні розсіяно-волосисті Колоскові луски довго загострені. Волоть до 10 см завдовжки. Остюк верхньої тичинкової квітки трохи звивистий (не зігнутий гачком), на 1.5 мм перевищує колоскові луски. Пиляків 3; 1.6–2.7 мм завдовжки.

## Поширення
Поширений у Європі, Північній Африці: Алжир (пн.), Туніс, Мадейра; натуралізований: США, Австралія, Нова Зеландія.
В Україні зростає в лісах, серед чагарників, на луках і молодих покладах — в лісових районах Правобережжя, Волинського Лісостепу і Карпатах, порівняно часто.

## Галерея

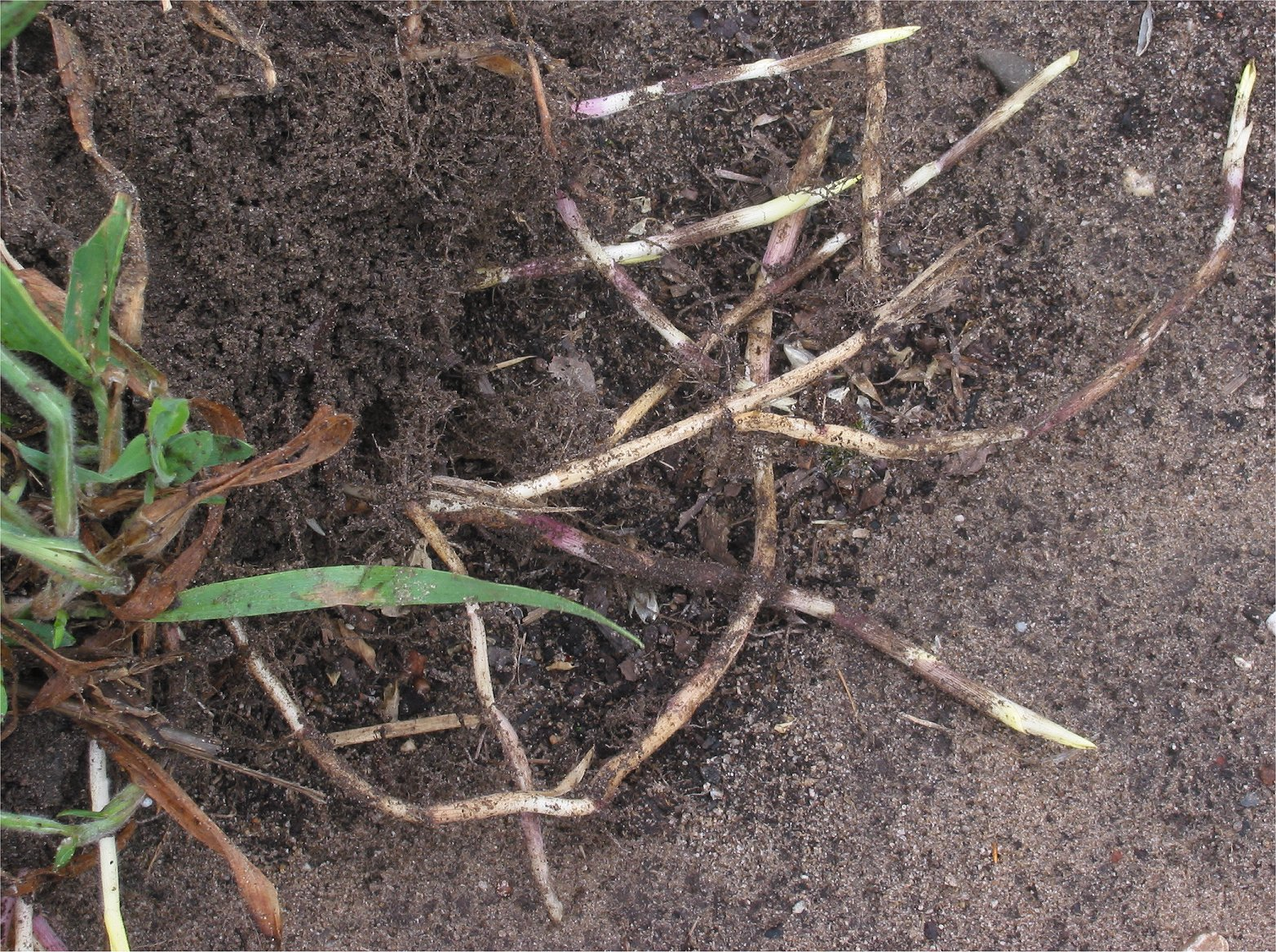
кореневище
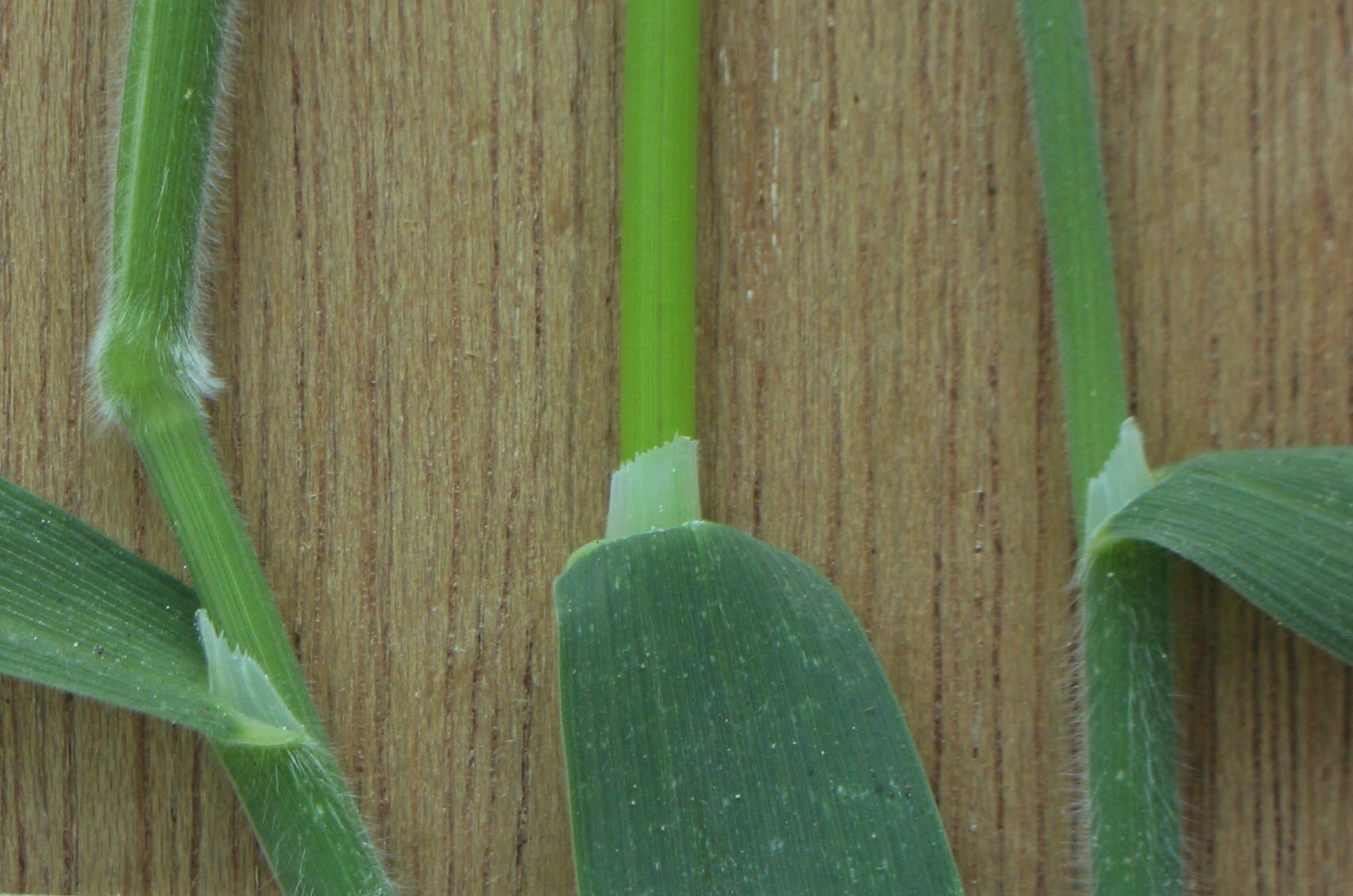
лігула
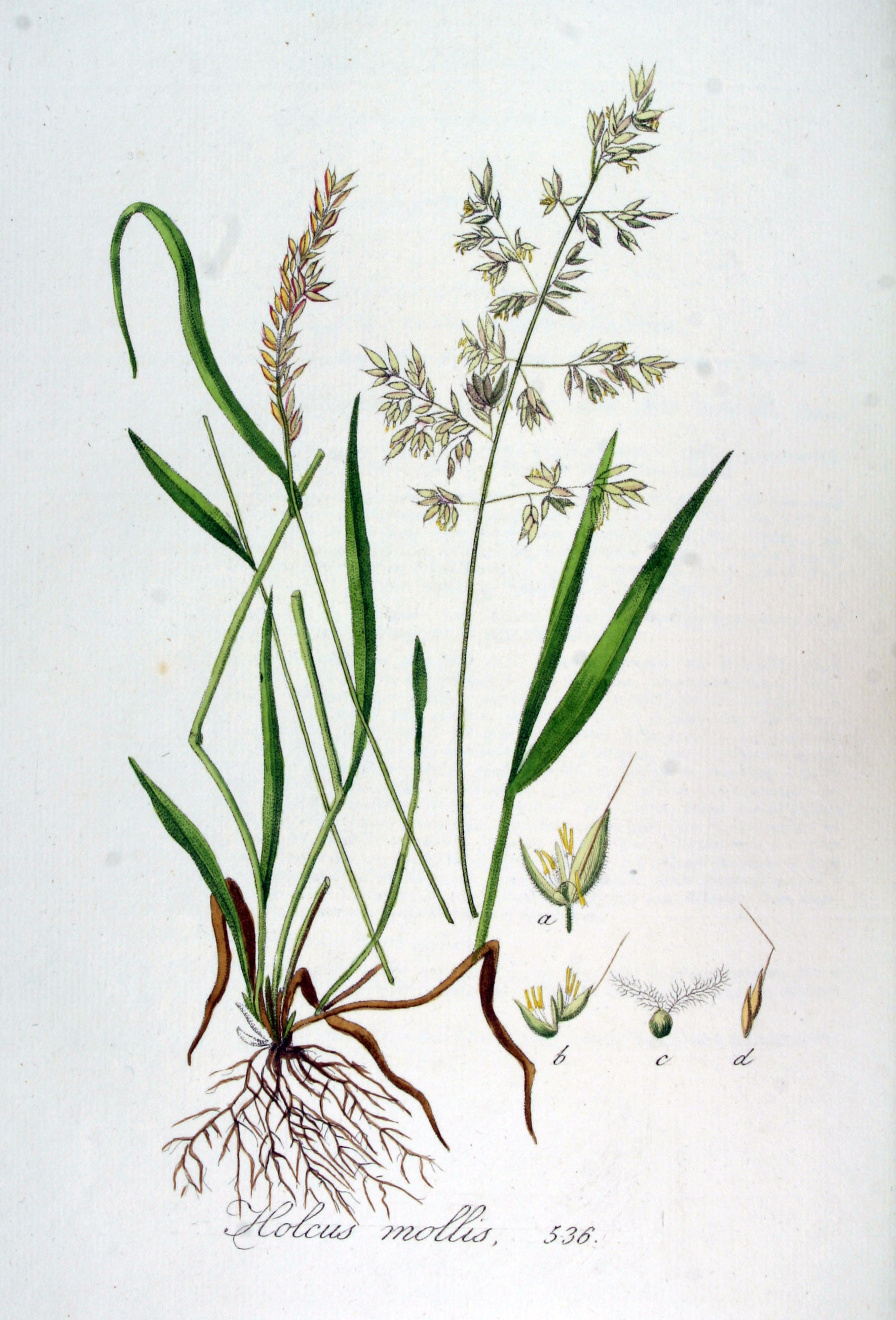
ілюстрація